# Arshak Fetvadjian
Arshak Fetvadjian (Արշակ Ֆեթվաճեան en arménien occidental), né le 1er octobre 1866 à Trébizonde et mort le 7 octobre 1947 à Medford, est un peintre et un archéologue arménien.
Il est avant tout connu pour ses aquarelles et dessins des monuments de la capitale arménienne médiévale d'Ani. Il lança également la conception de la monnaie et des timbres-poste de la première République d'Arménie (1918-1920).
À la suite de plus de vingt ans consacrés à l'art, Fetvadjian a produit près de 2 000 œuvres, allant des dessins au crayon aux aquarelles avec des représentations d'églises, de monastères, de chapelles et de palais d'importance historique. Il réalisa également un très grand nombre de portraits d'Arméniens au tournant du XXe siècle.

## Biographie

### Jeunesse

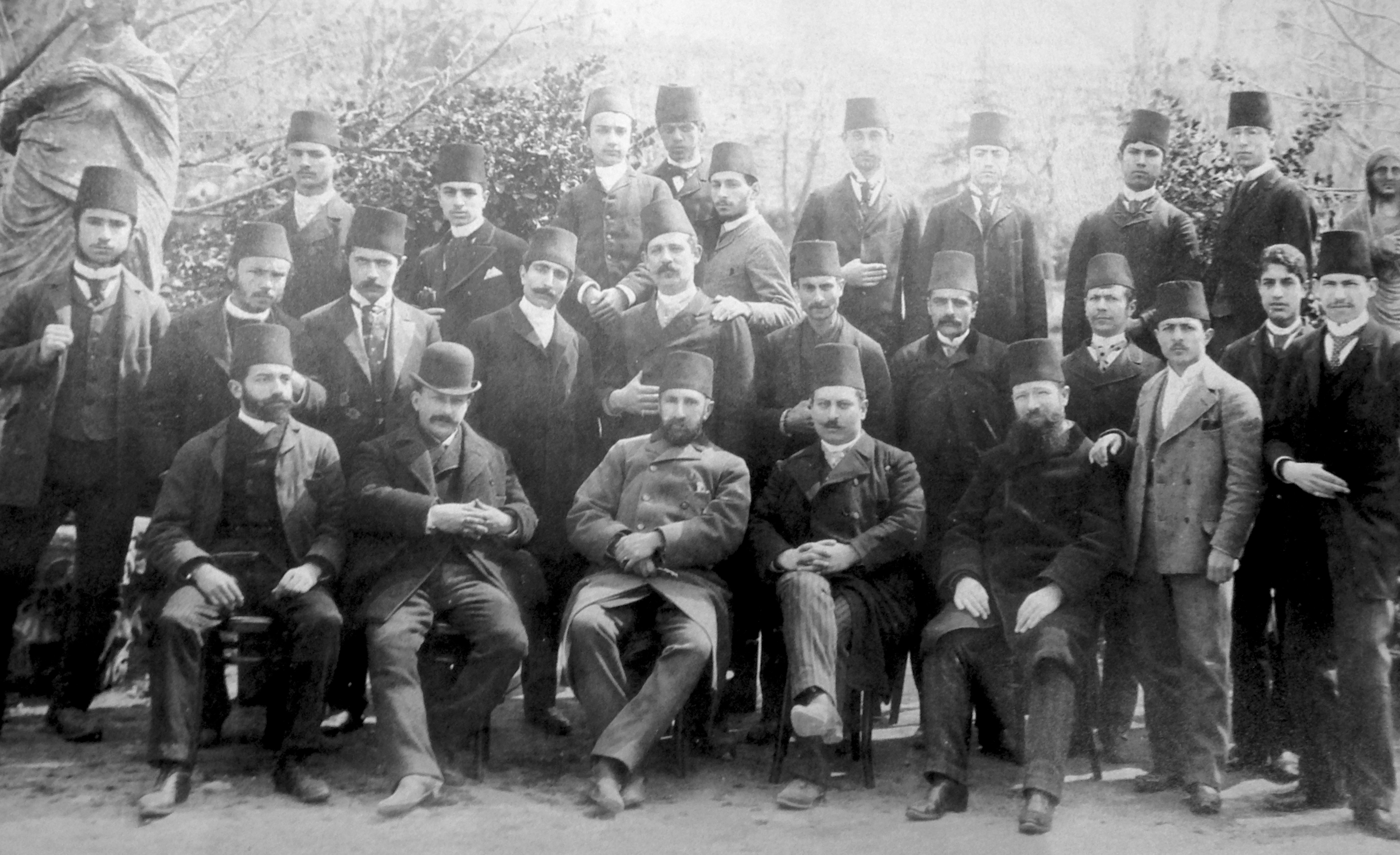
Promotion de l'école impériale des Arts d'Istanbul. Arshak Fetvadjian est au centre de la photographie (vers 1886) : deuxième rangée et le quatrième depuis la gauche.

Il naît en 1866 dans la ville de Trébizonde, actuelle Trabzon, en majorité peuplée d'arméniens et de grecs pontiques. Il étudie dans l'école d'art de cette ville avant de rejoindre Constantinople pour intégrer l'Académie Impériale des Arts dont il est l'un des premiers diplômés en 1887.
Après l'acquisition de son diplôme, il arrive fin 1887 en Italie pour étudier à l'Académie des Beaux-Arts de Rome sous la direction de Cesare Maccari. En 1891, il participe à l'exposition nationale des artistes italiens. De 1891 à 1895, il travaille à Vienne avant de rejoindre une autre capitale, Saint-Pétersbourg, où il devient membre de la Société des artistes russes.
De 1891 à 1895, il travaille à Vienne avant de rejoindre une autre capitale, Saint-Pétersbourg, où il devient membre de la Société des artistes russes.

### Début duXXesiècle
Dans les années 1900, il participe à de nombreuses expositions dans des musées internationaux prestigieux. C'est tout d'abord le musée du Louvre, à Paris, où il est exposé entre 1919 et 1920 et au Victoria and Albert Museum de Londres à la même période.

## Œuvre et travaux

### Ani: aquarelles et archéologie

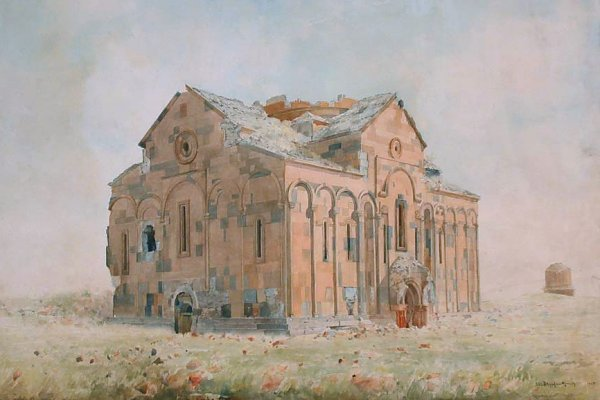
La cathédrale d'Ani (1905).

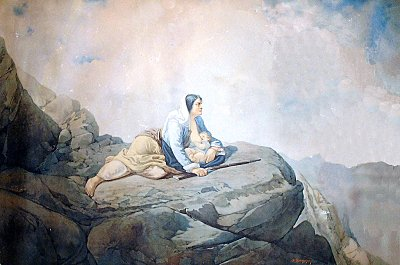
La Femme de Sasun.

Après que Fetvadjian ait terminé ses études en Europe, il s'est rendu en Arménie orientale, alors territoire de l'empire russe et actuelle république d'Arménie. Il y a organisé plusieurs expositions d'art présentant ses propres œuvres dans des villes transcaucasiennes telles que Batoumi (Géorgie), Tbilissi (Géorgie) et Bakou (Azerbaidjan).
Au début des années 1900, Fetvadjian a eu l'occasion de participer aux fouilles menées par l'archéologue russo-géorgien Nicolas Marr dans la capitale arménienne et médiévale d'Ani, une vaste cité qui comptait des exemples des plus remarquables de l'architecture arménienne du Haut Moyen Âge. Certaines de ses œuvres les plus mémorables proviennent des aquarelles des chapelles, des palais, des églises et des monastères d'Ani, qui sont des « représentations factuelles et littérales des bâtiments » selon les mots de Arshak Fetvadjian.

### Travaux dans l'espace arménien
En plus des monuments historiques d'Ani, les peintures de Fetvadjian ont également documenté d'autres monuments culturels arméniens du Caucase comme la basilique Tekor de Kars. Il représente aussi la vie et les paysages naturels de l'Arménie par exemple avec ses œuvres Messager oriental, Le Mont Ararat (1906), Le Lac Sevan, etc.
Il réalise surtout des portraits d'Arméniens et d'autres peuples de la région du Caucase.

### Représentations du génocide arménien
Il est l'un des premiers artistes à représenter le génocide arménien dans l'art.
L'une des peintures les plus célèbres de Fetvajian est La femme de Sasun. Le tableau montre une femme allaitant son enfant, un fusil à la main, l'enfant du tableau étant aussi une allégorie de l'Arménie.

## Postérité
En 2021, la Galerie nationale d'Arménie organise une grande exposition consacrée à cet artiste, qui est aujourd'hui considéré comme un des plus grands peintres arméniens.

## Galerie

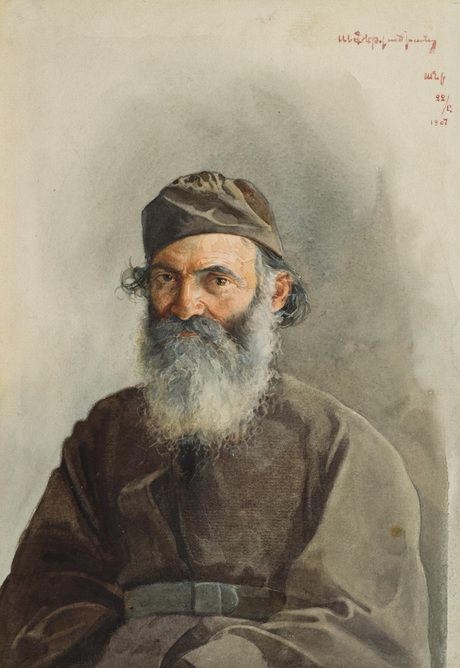
Le Vardapet Mikayel (1907).
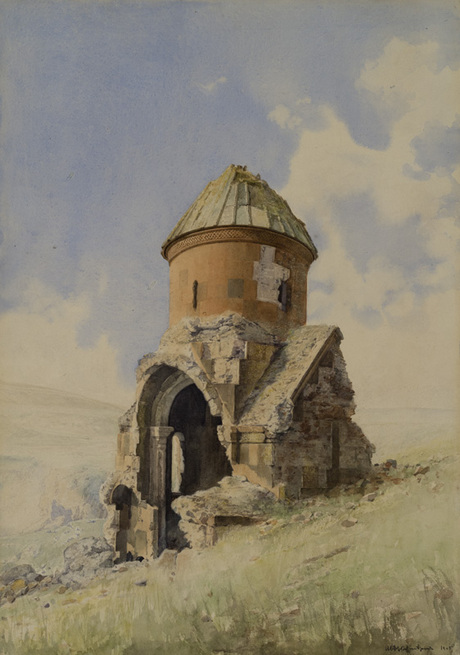
L'Église de la Citadelle d'Ani (1905).
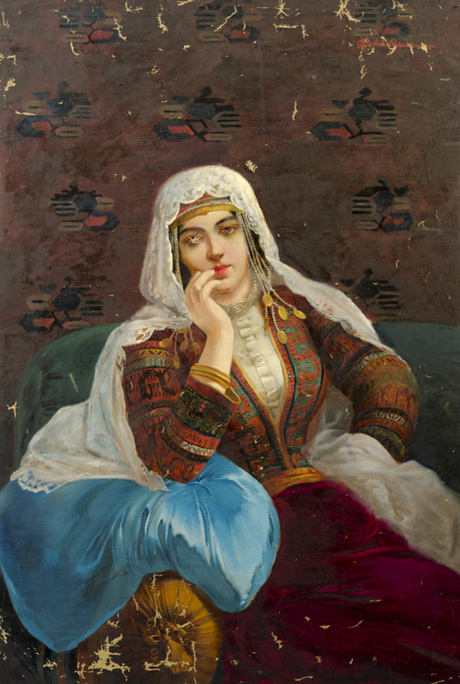
Femme arménienne d'Erzurum.
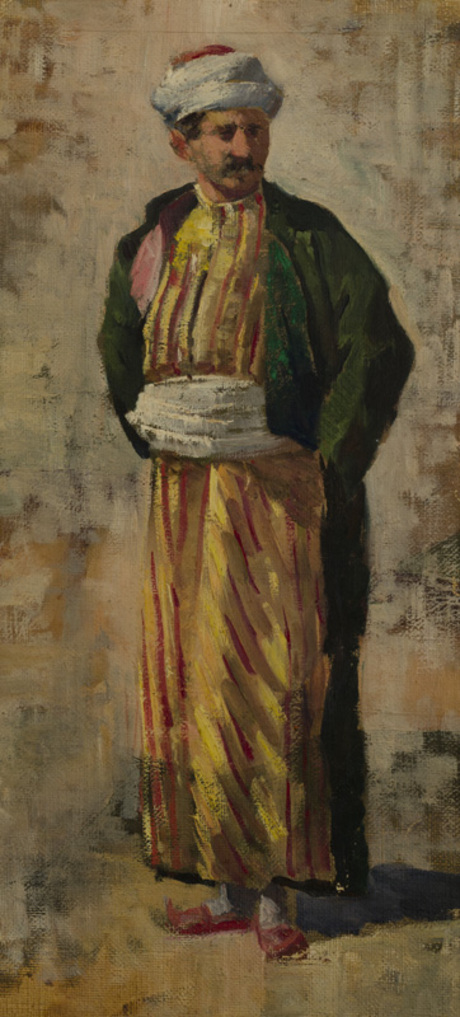
Portrait de Turc.
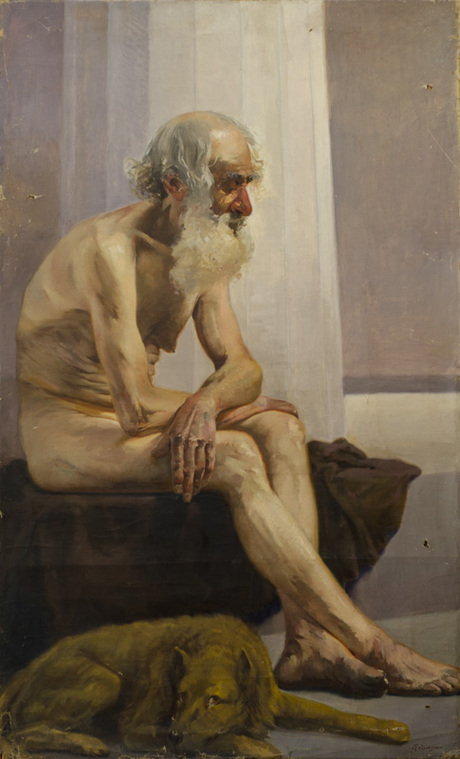
Vieillard grec en Anatolie.
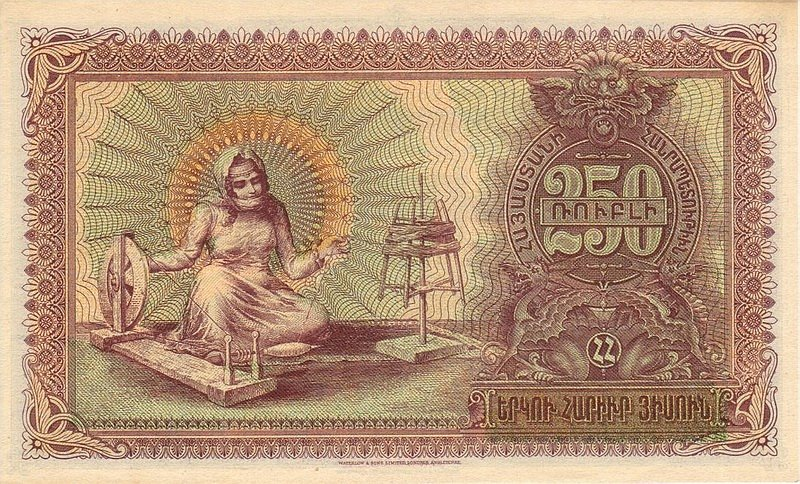
Billet de 150 roubles (1919).
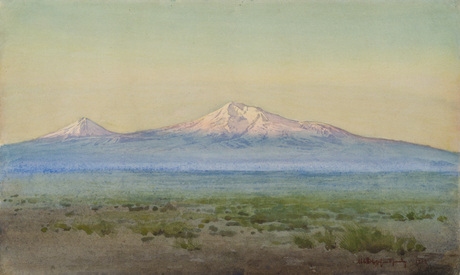
Le Mont Ararat (1906).
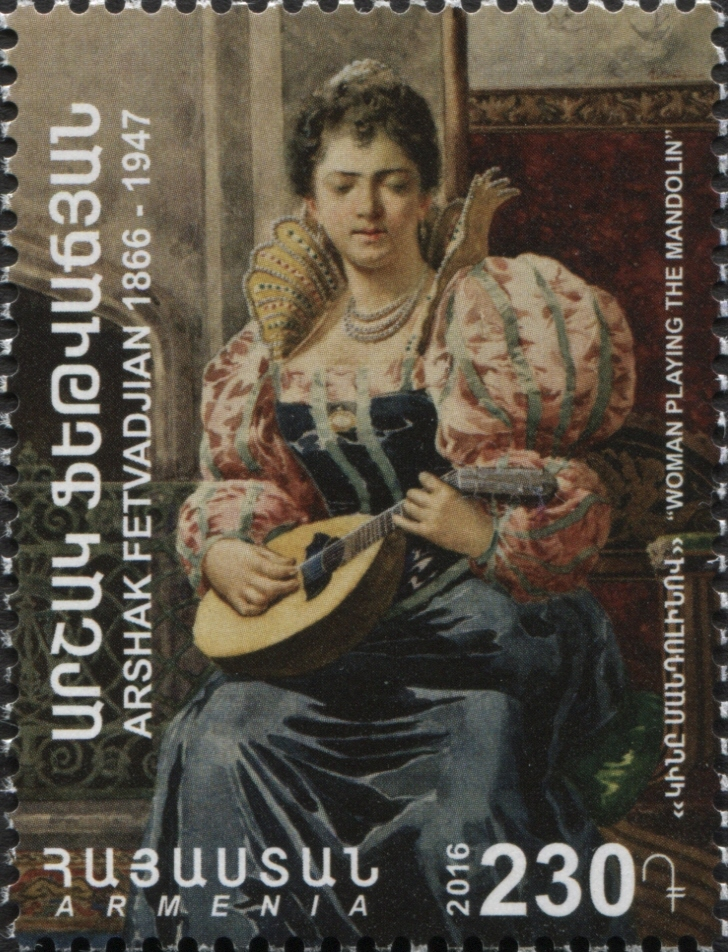
Timbre pour son 150e anniversaire.